# Clojure
Clojure är en dialekt inom Lisp-familjen av programmeringsspråk. Clojure skapades av Rich Hickey och släpptes i sin första version i slutet av 2009. Det är ett programmeringsspråk för allmän användning, som stödjer interaktiv utveckling och uppmuntrar en funktionell programmeringsstil. Clojure (liksom vissa andra programmeringsspråk) körs på Java Virtual Machine, Common Language Runtime och kan kompileras till Javascript.

## Bakgrund
Enligt skaparen, Rich Hickey, är språket framtaget för att vara lättanvänt och ha god prestanda, snarare än att vara ett akademiskt projekt. Vidare ger Clojures API ett jämförelsevis enkelt förfarande för att inter-operera med existerande Java-bibliotek.

## Kännetecken
Clojure är ett språk med fokus på funktionell programmering och samverkande ("concurrent" på engelska) programmering. På grund av denna inriktning stödjer Clojure följande funktioner:
- STM (Software Transactional Memory) med inbyggda makron för att genomföra atomiska transaktioner på gemensamma data
- Persistenta datastrukturer
- Funktioner av första klass (funktioner är värden)

## Syntax
Clojures syntax byggs på S-uttryck, något som är typiskt för ett Lisp-språk. Clojure är en Lisp-1, vilket innebär att funktioner och andra värden delar på en namnrymd. Språket kan inte kodas om till andra Lisp-dialekter eftersom det inte är kompatibelt.
Det som i huvudsak gör Clojure inkompatibelt med andra dialekter är att Clojure använder specifika teckenpar för att ange olika sorters datastrukturer.
I Clojure används [] för att ange vektorer, {} för att ange associativa vektorer och #{} för att ange associativa vektorer med unika värden.

## Exempel
Hello world:
```
(
println 
"Hello, world!"
)

```

Nedan definieras en funktion som tar en parameter (x) som anges som en vektor med ett element. Funktionen anropar multiplikationsfunktionen * med argumenten x, x. I Clojure, som med andra Lisp-dialekter, returneras det värde som den sist anropade funktionen returnerar automatiskt:
```
(
defn 
square
 
[
x
]

  
(
* 
x
 
x
))

```

Genom att använda Javas Swing bibliotek är det möjligt att rita grafiska gränssnitt (ytterligare ett Hello World-exempel):
```
(
javax.swing.JOptionPane/showMessageDialog
 
nil
 
"Hello World"
 
)

```

Nedan ges exempel på en trådsäker generator av unika serienummer:
```
(
let 
[
i
 
(
atom
 
0
)]

  
(
defn 
generate-unique-id

    
"Returns a distinct numeric ID for each call."

    
[]

    
(
swap!
 
i
 
inc
)))

```

En anonym underklass av java.io.Writer som inte skriver till någonting, och ett makro som använder detta för att tysta alla 'prints' inuti det:
```
(
def 
bit-bucket-writer

  
(
proxy 
[
java.io.Writer
]
 
[]

    
(
write
 
[
buf
]
 
nil
)

    
(
close
 
[]
    
nil
)

    
(
flush 
[]
    
nil
)))

(
defmacro 
noprint

  
"Evaluates the given expressions with all printing to *out* silenced."

  
[
&
 
forms
]

  
`
(
binding 
[
*out*
 
bit-bucket-writer
]

     
~@
forms
))

(
noprint

  
(
println 
"Hello, nobody!"
))

```

Tio trådar manipulerar en gemensam datastruktur, vilken består av 100 vektorer, där varje vektor använder 10 (initialt sekventiella) unika tal. Varje tråd väljer repetitivt två slumpvisa positioner i två slumpvisa vektorer och byter plats på dem. 
Alla ändringar till vektorerna händer i transaktioner genom att använda clojures software transactional memory system. Tack vare denna transaktionskontroll tappas inget data bort trots att man manipulerar vektorerna från flera trådar parallellt 100 000 gånger i exemplet.
```
(
defn 
run
 
[
nvecs
 
nitems
 
nthreads
 
niters
]

  
(
let 
[
vec-refs
 
(
vec
 
(
map 
(
comp ref 
vec
)

                           
(
partition
 
nitems
 
(
range 
(
* 
nvecs
 
nitems
)))))

        
swap
 
#
(
let 
[
v1
 
(
rand-int 
nvecs
)

                    
v2
 
(
rand-int 
nvecs
)

                    
i1
 
(
rand-int 
nitems
)

                    
i2
 
(
rand-int 
nitems
)]

                
(
dosync

                 
(
let 
[
temp
 
(
nth 
@
(
vec-refs
 
v1
)
 
i1
)]

                   
(
alter 
(
vec-refs
 
v1
)
 
assoc 
i1
 
(
nth 
@
(
vec-refs
 
v2
)
 
i2
))

                   
(
alter 
(
vec-refs
 
v2
)
 
assoc 
i2
 
temp
))))

        
report
 
#
(
do

                 
(
prn 
(
map deref 
vec-refs
))

                 
(
println 
"Distinct:"

                          
(
count 
(
distinct 
(
apply concat 
(
map deref 
vec-refs
))))))]

    
(
report
)

    
(
dorun 
(
apply 
pcalls
 
(
repeat 
nthreads
 
#
(
dotimes 
[
_
 
niters
]
 
(
swap
)))))

    
(
report
)))

(
run
 
100
 
10
 
10
 
100000
)

```

Utfall av föregående exempel:
```
([
0
 
1
 
2
 
3
 
4
 
5
 
6
 
7
 
8
 
9
]
 
[
10
 
11
 
12
 
13
 
14
 
15
 
16
 
17
 
18
 
19
]
 
...

 
[
990
 
991
 
992
 
993
 
994
 
995
 
996
 
997
 
998
 
999
])

Distinct
:
 
1000

 

([
382
 
318
 
466
 
963
 
619
 
22
 
21
 
273
 
45
 
596
]
 
[
808
 
639
 
804
 
471
 
394
 
904
 
952
 
75
 
289
 
778
]
 
...

 
[
484
 
216
 
622
 
139
 
651
 
592
 
379
 
228
 
242
 
355
])

Distinct
:
 
1000

```